# 周曰庠
周曰庠（1548年—1622年），字時化，號文所，江西撫州府臨川縣人，明朝政治人物。

## 生平
萬曆十年（1582年）壬午科江西鄉試舉人。曾任湖廣蕲水县学教谕。萬曆二十年（1592年），登壬辰科第三甲第一百九十三名進士，刑部觀政，二十一年授湖廣咸寧縣知縣，二十六年行取考选，二十八年丁父松冈公憂。起補刑科給事中，三十四年巡视皇城，巡视京营，三十六年巡视十庫，三十七年浙江主考，本年升刑科右，四十年升禮科左，升工科都，四十一年會試同考，四十二年升太僕寺少卿，丁继母忧，四十八年復除原职，天啓元年（1621年）七月仕至大理寺左少卿。卒年七十五。左副都御史易應昌铭其墓。

## 家族
曾祖周景榮；祖父周宏；父周天育。長子周士麟。